# Оселищна директива
Осе́лищна директи́ва — нормативно-правовий акт Європейського Союзу метою якого є збереження та покращення стану біорізноманіття за рахунок збереження природних оселищ та видів природної фавни і флори на території ЄС. 
Оселищна директива разом із Пташиною директивою є головними законодавчими документами ЄС щодо охорони видів тварин і рослин, а також оселищ. Директива заклала фундамент і встановила конкретні підходи і процедури для створення єдиної європейської мережі територій з особливим статусом збереження під назвою «Natura 2000». Першочерговим завданням Директиви є просування охорони біорізноманіття враховуючи економічні, соціальні, культурні та регіональні потреби.
Згідно з Оселищною директивою на території ЄС під охороною перебувають 20 оселищ та приблизно 1100 видів, наведених у додатках. Директива вимагає від країн-підписантів вжиття заходів для підтримання сприятливого стану збереження оселищ та видів, наведених у цьому документі.

## Історія
З 1988 по 1992 рік цій політиці надавали значення на національному рівні експерти з питань політики, науковці та екологи; пізніше, у 1990-х роках, це породило подальші політичні, соціальні та адміністративні дискусії між державами.
Через відмінності в традиціях охорони природи виникли національні проблеми з імплементацією директиви. Оскільки держави-члени на півдні та сході Європи брали меншу участь у політиці охорони природи, ці держави зіткнулися з проблемами щодо положень ЄС. У Німеччині, Австрії, Італії та Бельгії спостереження конфліктів між різними рівнями влади призвело до тривалих затримок в управлінні політикою охорони природи. З іншого боку, у таких державах-членах, як Сполучене Королівство та Швеція, позитивні результати досяглися завдяки залученню зацікавлених сторін, проактивній діяльності органів влади, установ, відповідальних за імплементацію, та участі громадськості.
Згідно з одним звітом за 2014 рік, спостерігається зростання несумісності з політикою «Natura 2000» щодо економічного розвитку.

## Зміст
- Статті 1 і 2 описують зобов'язання держав-членів ЄС підтримувати або відновлювати оселища, які підлягають охороні в Європі, та види, які наведені в Додатках і мають сприятливий стан збереження.
- Стаття 3. Впроваджуючи Директиву про оселища, держави-члени ЄС повинні сприяти створенню єдиної європейської екологічної мережі природоохоронних територій, створивши «території особливої охорони» для оселищ, наведених у Додатку I, і для видів, перелічених у Додатку II. Вони повинні забезпечувати природоохоронні заходи з метою належного управління територіями особливої охорони та належну оцінку планів і проектів, які можуть мати істотний вплив на цілісність цих територій.
- Статті 3 і 10: держави-члени повинні також заохочувати на своїй території забезпечення сталого збереження особливостей елементів ландшафту, які є важливими для мережі Natura 2000.
- Стаття 4 визначає пріоритети для підтримання або відновлення сприятливого стану збереження природних оселищ і видів, ураховуючи загрозу деградації або знищення цих об'єктів.
- Стаття 6. Заходи щодо збереження.
  - 6.1 Передбачає, що для «територій особливої охорони», держави-члени повинні розробити необхідні заходи щодо збереження, включаючи, за необхідності, відповідні плани управління, спеціально розроблені для об'єктів або включені в інші плани розвитку.
  - 6.2. Згідно з нею держави-члени відповідають за проведення заходів, які попереджають погіршення стану природних оселищ, оселищ видів і видів через діяльність, що відбувається як ззовні, так і всередині природоохоронних територій.
  - 6.3. Встановлює порядок оцінки планів і проектів, які можуть мати істотний вплив на збереження об'єкту.
  - 6.4 Визначає, що впровадження проектів (які можуть мати негативний вплив на стан збереження природних оселищ і видів) може бути дозволене, якщо немає альтернативного рішення і він має бути впроваджений з вагомих причин, що становлять інтерес для громадськості. У таких випадках слід вживати компенсаційні заходи, необхідні для забезпечення загальної цілісності мережі Natura 2000.
- Стаття 11. Спостереження і моніторинг. Держави-члени зобов'язуються проводити спостереження (моніторинг) за станом збереження оселищ і видів.
- Стаття 12 і Стаття 13 забезпечують сувору охорону видів, перелічених у Додатку IV (Стаття 12 стосується тварин, а Стаття 13 — рослин).
- Стаття 17. Інформація кожні 6 років слід готувати звіт щодо: заходів щодо збереження оселищ і видів (Стаття 6); впливу цих заходів на стан збереження; результатів моніторингу.[3]

Додатки:
- Додаток I. Природні типи оселищ європейського значення, збереження яких потребує створення територій особливого природоохоронного значення
- Додаток II. Види тварин і рослин, що становлять особливий інтерес для співтовариства, збереження яких потребує створення територій особливого природоохоронного значення
- Додаток IV. Види рослин і тварин, що становлять особливий інтерес для співтовариства, які потребують суворих заходів охорони
- Додаток V. Види тварин та рослин, що становлять особливий інтерес для співтовариства, до відлову та збору яких у природі необхідно застосовувати певні заходи регулювання
- Додаток VI. Заборонені методи й знаряддя відлову та відстрілу й способи транспортування.

## Імплементація

### Україна
Додатком XXX Угоди про асоціацію між Україною та ЄС передбачено наближення національного законодавства до законодавства ЄС у секторі «Охорона природи» у частині двох директив: Пташиної та Оселищної. На думку Міністра екології та природних ресурсів Остапа Семерака, підписання Угоди вимагає якнайшвидшого впровадження в Україні Оселищної директиви. За оцінками експертів стан національного законодавства на момент підписання Угоди мав середній ступінь відповідності вимогам Оселищної директиви. Станом на 2019 рік у правовому полі Україні відсутні базові принципи оселищної концепції збереження біорізноманіття. Зокрема, відсутнє тлумачення терміна оселище, існує ряд невідповідностей українського природоохоронного законодавства європейському.
Для виконання Оселищної директиви, Угода передбачає створення до 2021 року в Україні Смарагдової мережі.